# Lacrime Moët
Lacrime Moët è un singolo della cantautrice maltese Emma Muscat, pubblicato il 14 giugno 2024.

## Descrizione
Il brano, scritto dalla stessa cantautrice con Ralph Wegner, Alessia Labate, Lawrie Gordon Prime-Martin, Lina Hansson e Ludovica Russo, è prodotto da Ralph Wegner.

## Video musicale
Il video musicale, diretto da Federico Santaiti e ambientato negli anni '90, è stato pubblicato in concomitanza all'uscita del brano attraverso il canale YouTube della cantautrice.

## Tracce
Testi di Emma Louise Marie Muscat, Ralph Wegner, Alessia Labate, Lawrie Gordon Prime-Martin, Lina Hansson e Ludovica Russo, musiche di Ralph Wegner.
1. Lacrime Moët – 2:45

## Formazione
- Emma Muscat – voce
- Ralph Wegner – programmazione, produzione